# Quadrifoglio (araldica)
Quadrifoglio è un termine utilizzato in araldica per indicare una foglia quadrilobata ed a punte. Nell'araldica italiana il quattrofoglie non ha bottone, cioè non presenta al centro un piccolo tondo di smalto diverso.
In Francia si usa il termine angemme (o angenne o angène) per designare un fiore immaginario, con i petali arrotondati, con un foro al centro che mostra lo smalto del campo.
Raramente il quadrifoglio compare nella sua forma naturale.

Angemme
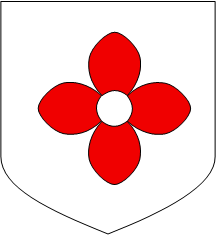
D'argento, all'angemme di rosso
Capo d'azzurro seminato di quattrofoglie d'oro (stemma di Villiers-Saint-Frédéric, Francia)
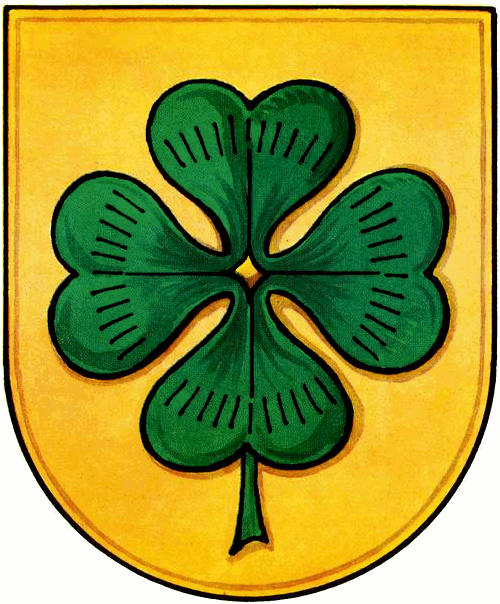
D'oro, al quadrifoglio al naturale di verde (Sudheim, frazione di Northeim, Germania)